# میشل بیبار
میشل بیبار (فرانسوی: Michel Bibard‎؛ زادهٔ ۳۰ نوامبر ۱۹۵۸) بازیکن سابق فوتبال اهل فرانسه است.
از باشگاه‌هایی که در آن بازی کرده‌است می‌توان به باشگاه فوتبال نانت و باشگاه فوتبال پاری سن ژرمن اشاره کرد.